# 油頁岩產業對環境的影響

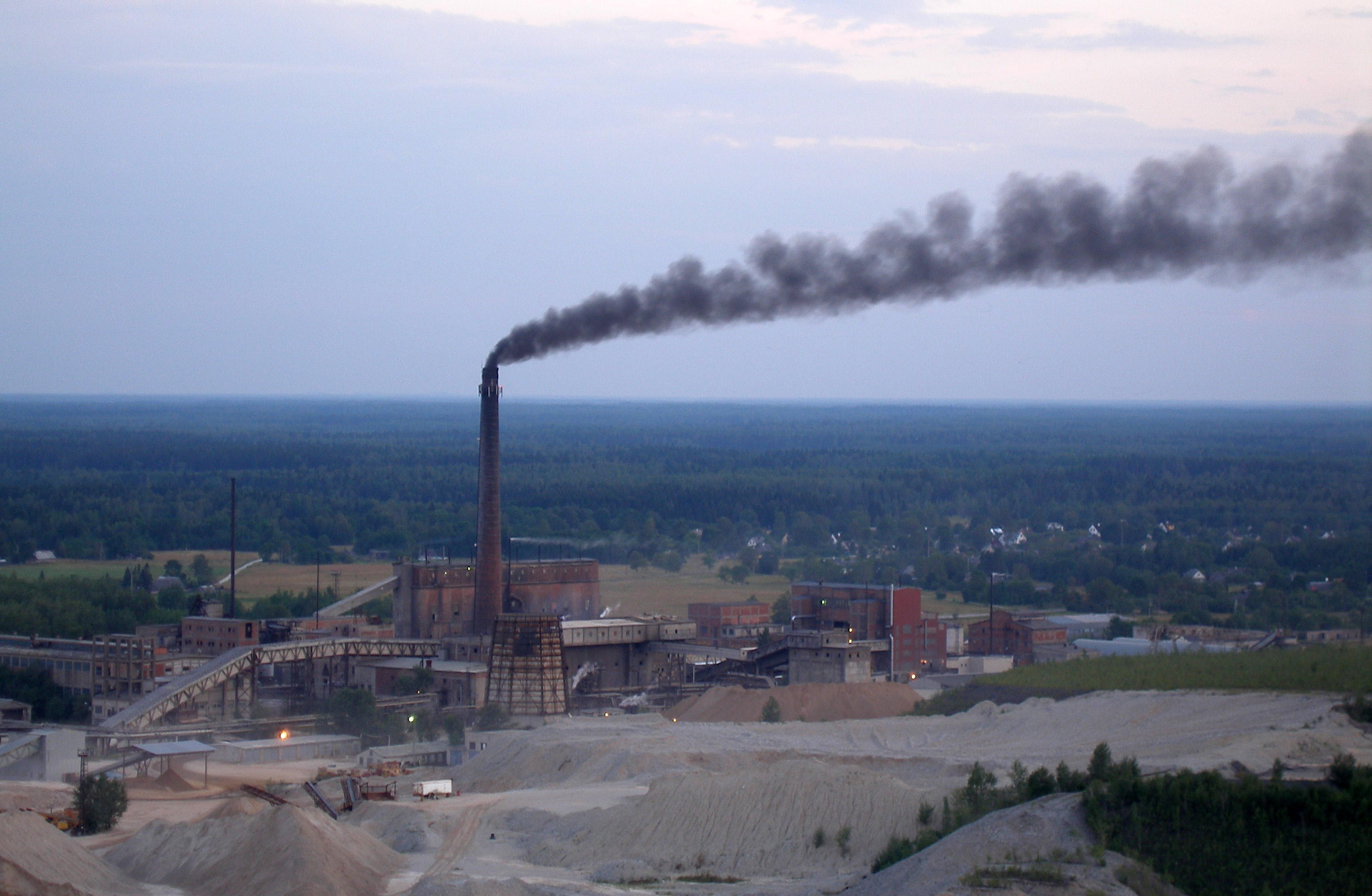
位於愛沙尼亞東維魯縣的油頁岩加工及化學廠。

油頁岩產業對環境的影響包括土地利用、廢棄物管理以及開採及加工油頁岩時所產生的水污染和空氣污染等問方面。如果對油頁岩礦藏所採的是露天採礦方式，就會造成露天開採常見的環境影響。此外，如果是透過燃燒或是熱溶解方式提煉頁岩油，會產生過程中生成而必須處置的廢料，以及有害的大氣排放物（包括二氧化碳 - 一種主要的溫室氣體）。有實驗性質的原位轉化技術（in situ conversion process，參見殼牌原位轉化技術（Shell ICP））以及碳捕集與封存技術可在未來將一些問題減少，但也可能會引發其他問題（例如地下水污染）。

## 露天採礦和乾餾

### 土地利用與廢棄物管理
露天採礦和原位轉化都會用到大量的土地。採礦、加工和廢棄物處理會用到原本屬於傳統用途的土地，因此得避開人口稠密的地區。開採油頁岩會破壞各類動植物既有的棲息地，而把原始生態系統的生物多樣性降低。把開採後的土地復原，需要時間，最終也不見得能將原有的多樣性恢復。採用地下採礦模式，對周圍環境的影響會小於露天採礦。但由於地底礦藏遭到挖空，以及挖掘出的廢石在地面堆疊，有導致地表沉降的可能。
處理採礦廢棄物、提煉後的油頁岩和燃燒後的灰燼需要額外佔用土地。根據歐洲科學院科學諮詢委員會的研究，這樣而來的廢料比挖掘出的材料體積更大，因此無法全部埋入地下。據此，生產一桶頁岩油最多可產生1.5噸廢半焦，體積可能比原來增加25%。但此結論並未獲得愛沙尼亞頁岩油產業資料的證實。愛沙尼亞約已開採10億噸油頁岩，其加工產生約3.6-3.7億噸固體廢物，其中9,000萬噸為採礦廢料，7,000-8,000萬噸為提煉後殘餘，2億噸是燃燒後的灰燼。
廢棄物內包含多種污染物，有硫酸鹽、重金屬和多環芳香烴 (PAH)，其中一些具有毒性和致癌性。為避免污染地下水，開採後經熱裂解技術提煉而產生的固體廢棄物通常會被違法棄置在露天的場地（垃圾掩埋場或“堆放場”）中，而非埋入地底。由於提煉後油頁岩除含有礦物質之外，還含有高達10%的有機化合物，這些化合物中的有毒物質可能會遭到淋溶而滲出，或是自燃，對環境造成危害。

### 水資源管理
採礦會影響礦區的逕流模式。在某些情況下，開採作業會超抽地下水，而對礦區周圍的耕地和森林產生有害影響。在愛沙尼亞，每開採出一立方米的油頁岩，就需要抽取25立方米的水。若採用的是熱裂解技術，就需用水為產品降溫，也要用水來抑制粉塵。在乾旱地區如美國西部和以色列的內蓋夫沙漠，那兒有擴大頁岩油產業的計劃，成為甚為敏感的問題。不同的技術，譬如在地面以乾餾方式生產，每桶頁岩油需要用到1到5桶水。 據一項估計，原位轉化技術所需的水量約為前者的10分之1。
水是傳播油頁岩產業污染物的主要媒介。作業中重要工作之一是防止有毒物質從提煉後的油頁岩經溶淋作用而滲入供水中。油頁岩加工過程中用到的水，和含有酚、焦油和其他幾種合成物的污水，會對環境產生危害。美國內政部土地管理局（BLM）發布的2008年環境影響聲明指出，露天採礦和乾餾作業每生產1短噸（0.91噸）頁岩油，會產生2至10美制加侖（7.6至37.9升，或1.7至8.3英制加侖）的污水。

### 空氣污染管理
產業所產生的空氣污染主要來自以油頁岩作燃料的火力發電廠，而把氮氧化物、二氧化硫和氯化氫等氣體，以及隨空氣漂浮的微細顆粒（譬如飛灰，有的含碳，也有的是無機物）排放進入大氣。煙道氣中污染物的濃度主要取決於燃燒技術和燃燒方式，而固體顆粒的排放量則由收集飛灰裝置的效率而定。
提煉過後的廢油頁岩的露天堆積，會導致污染物經由水以及空氣傳播。
居住在開採油頁岩及加工的地區的人與其他地區相比，有較高罹患哮喘和肺癌的風險。

### 溫室氣體排放
生產頁岩油和頁岩氣而產生的二氧化碳排放量高於使用常規石油的，歐盟發佈的一份報告警告說，公眾對氣候變遷所產生的負面影響日益關注，可能會因此而反對油頁岩產業的開發。
這個產業的排放來源包含幾種。例如開採過程中因油母質和碳酸鹽礦物發生分解而釋放的二氧化碳、提煉頁岩油所需能源和處理產出油氣所需的能源，以及開採礦物及處置廢棄物過程中使用到的燃料。由於油頁岩礦藏中的不同礦物成分和熱值差異很大，實際產生的污染值相差也很大。在直接利用燃燒方式產生頁岩油的碳排放量，其最高估計數量與生產最低形式的煤（褐煤）相同，為產生每兆焦耳（megajoule，MJ，為106J）的能量會造成2.15莫耳的二氧化碳排放，由於有這樣高的排放估計，這種能源在政治上也有爭議性。對利用油頁岩發電和其開採，可在流程中更好地利用廢熱，來降低二氧化碳排放數量。

## 原位轉化技術
原位轉化技術是目前可減少地表污染，最具吸引力的做法。但原位轉化可能會給含水層帶來巨大的環境影響，特別是因為這種技術需要利用冰凍或某種形式的屏障來阻斷採收到的油品流入地下含水層。而在開採過後，把冷凍屏障移除之時，地下水仍有機會受到污染。因為開採過後，剩餘頁岩的水力傳導率會增加，讓地下水流過，會導致淋溶作用把毒素帶入含水層中。

## 外部連結與進一步閱讀
- Oil Shale and Tar Sands Draft Programmatic Environmental Impact Statement (EIS) Concerning potential leases of Federal oil sands lands in Utah and oil shale lands in Utah, Wyoming, and Colorado